# Список Героев Советского Союза (Корчак — Котов)
В настоящем списке представлены в алфавитном порядке все Герои Советского Союза, чьи фамилии начинаются с буквы «К» (всего 1760 человек, из которых 22 удостоены звания дважды и один — И. Н. Кожедуб — трижды). Список содержит даты Указов Президиума Верховного Совета СССР о присвоении звания, информацию о роде войск, должности и воинском звании Героев на дату представления к присвоению звания Героя Советского Союза, годах их жизни.
Ударения в фамилиях Героев приведены по книге «Герои Советского Союза: Краткий биографический словарь / Пред. ред. коллегии И. Н. Шкадов. — М.: Воениздат, 1987. — Т. 1 /Абаев — Любичев/. — 911 с. — 100 000 экз. — ISBN отс., Рег. № в РКП 87-95382.».
- Персиковым цветом  в таблице выделены Герои, удостоенные звания дважды и более раз.
- Серым цветом  в таблице выделены Герои, представленные к званию посмертно.

| Навигационная таблица | Навигационная таблица                |
| --------------------- | ------------------------------------ |
| «К»                   | Кабак Николай — Калинин Николай      |
| «К»                   | Калинин Степан — Кармацкий Владимир  |
| «К»                   | Кармацкий Тимофей — Кживонь Анеля    |
| «К»                   | Киба Григорий — Клевцов Сергей       |
| «К»                   | Клейбус Фёдор — Коваленко Сергей     |
| «К»                   | Коваленко Юрий — Колдубов Михаил     |
| «К»                   | Колдунов Александр — Компанеец Фёдор |
| «К»                   | Компаниец Алексей — Копытин Михаил   |
| «К»                   | Копытов Михаил — Корчагин Лев        |
| «К»                   | Корчак Иосиф — Котов Николай         |
| «К»                   | Котов Сергей — Краснов Анатолий      |
| «К»                   | Краснов Виктор — Крюков Василий      |
| «К»                   | Крюков Владимир — Кузнецов Николай   |
| «К»                   | Кузнецов Павел — Кунавин Григорий    |
| «К»                   | Кунгурцев Евгений — Кянжин Пантелей  |

| № п/п | Фамилия Имя Отчество                                             | Дата Указа | Род войск    | Должность | Звание                    | Годы жизни               | БС ГС НЛ                        |
| ----- | ---------------------------------------------------------------- | ---------- | ------------ | --- | ------------------------- | ------------------------ | ------------------------------- |
| 1052  | Корча́к Иосиф Павлович укр. Корчак Йосип Павлович                 | 24.12.1943 | артиллерия   | начальник штаба 1036-го артиллерийского полка 161-й стрелковой дивизии 40-й армии Воронежского фронта | майор                     | 08.11.1914 — 13.10.1943  | [ БС 1 ] [ ГС 1 ] [ НЛ 1 ]      |
| 1053  | Корчмарю́к Павел Сергеевич укр. Корчмарюк Павло Сергійович        | 27.06.1945 | пехота       | командир батальона 164-го гвардейского стрелкового полка 55-й гвардейской стрелковой дивизии 20-го стрелкового корпуса 28-й армии 3-го Белорусского фронта                                                             | гвардии капитан           | 20.04.1920 — 21.10.2010  | [ БС 2 ] [ ГС 2 ] [ НЛ 2 ]      |
| 1054  | Ко́ршунов Константин Ионович                                      | 04.02.1944 | авиация      | командир эскадрильи 29-го гвардейского истребительного авиационного полка 275-й гвардейской истребительной авиационной дивизии 13-й воздушной армии Ленинградского фронта                                              | гвардии старший лейтенант | 17.10.1920 — 08.03.2005  | [ БС 3 ] [ ГС 3 ] [ НЛ 3 ]      |
| 1055  | Ко́ршунов Павел Кузьмич                                           | 13.11.1943 | пехота       | командир отделения 931-го стрелкового полка 240-й стрелковой дивизии 38-й армии Воронежского фронта | старший сержант           | 24.12.1918 — 31.05.1973  | [ БС 3 ] [ ГС 4 ] [ НЛ 4 ]      |
| 1056  | Коршуно́вич Сергей Григорьевич укр. Коршунович Сергій Григорович  | 05.11.1944 | морской флот | командир 2-го дивизиона торпедных катеров бригады торпедных катеров Северного флота | капитан 2-го ранга        | 20.10.1912 — 19.12.1964  | [ БС 3 ] [ ГС 5 ] [ НЛ 5 ]      |
| 1057  | Ко́рышев Пётр Михайлович                                          | 23.09.1944 | пехота       | командир батальона 1176-го стрелкового полка 350-й стрелковой дивизии 13-й армии 1-го Украинского фронта | капитан                   | 23.08.1903 — 21.12.1948  | [ БС 3 ] [ ГС 6 ] [ НЛ 6 ]      |
| 1058  | Корю́кин Геннадий Петрович                                        | 26.04.1944 | танкист      | командир танковой роты 45-й гвардейской танковой бригады 11-го гвардейского танкового корпуса 1-й гвардейской танковой армии 1-го Украинского фронта                                                                   | гвардии лейтенант         | 30.06.1924 — 27.07.1944  | [ БС 4 ] [ ГС 7 ] [ НЛ 7 ]      |
| 1059  | Коря́вин Александр Владимирович                                   | 25.10.1985 | десантники   | наводчик-оператор боевой машины десанта разведывательной роты 357-го гвардейского парашютно-десантного полка 103-й гвардейской воздушно-десантной дивизии                                                              | гвардии ефрейтор          | 26.06.1965 — 24.05.1985  | ——                              |
| 1060  | Коря́вко Иван Порфирьевич укр. Корявко Іван Порфирович            | 06.04.1945 | инженер      | командир 23-й моторизованной штурмовой инженерно-сапёрной бригады РГК в составе 13-й армии 1-го Украинского фронта | полковник                 | 02.09.1906 — 16.06.1980  | [ БС 5 ] [ ГС 9 ] [ НЛ 8 ]      |
| 1061  | Коря́гин Пётр Корнилович                                          | 24.03.1945 | инженер      | старшина понтонной роты 44-го моторизованного понтонно-мостового батальона 2-й понтонно-мостовой бригады 46-й армии 2-го Украинского фронта                                                                            | старший сержант           | 14.09.1905 — 28.12.1982  | [ БС 5 ] [ ГС 10 ] [ НЛ 9 ]     |
| 1062  | Коря́зин Дисан Николаевич                                         | 06.06.1942 | авиация      | лётчик 242-го бомбардировочного авиационного полка 5-й резервной авиационной группы Южного фронта | сержант                   | 20.02.1922 — 28.09.1941  | [ БС 5 ] [ ГС 11 ] [ НЛ 10 ]    |
| 1063  | Коряко́в Александр Павлович                                       | 24.03.1945 | артиллерия   | командир взвода противотанковых ружей 15-го стрелкового полка 147-й стрелковой дивизии 1-й гвардейской армии 4-го Украинского фронта                                                                                   | младший лейтенант         | 22.10.1923 — 26.07.1944  | [ БС 5 ] [ ГС 12 ] [ НЛ 11 ]    |
| 1064  | Коряко́в Василий Николаевич                                       | 18.08.1945 | авиация      | командир 91-го гвардейского штурмового авиационного полка 4-й гвардейской штурмовой авиационной дивизии 5-й воздушной армии 2-го Украинского фронта                                                                    | гвардии подполковник      | 23.07.1906 — 20.08.1990  | [ БС 5 ] [ ГС 13 ] [ НЛ 12 ]    |
| 1065  | Коряко́вский Иван Сергеевич                                       | 13.09.1944 | артиллерия   | командир миномётной роты 429-го стрелкового полка 52-й стрелковой дивизии 57-й армии 3-го Украинского фронта | лейтенант                 | 18.10.1912 — 22.09.1973  | [ БС 5 ] [ ГС 14 ] [ НЛ 13 ]    |
| 1066  | Коря́чко Карп Дмитриевич укр. Корячко Карпо Дмитрович             | 27.06.1945 | пехота       | командир роты автоматчиков 289-го гвардейского стрелкового полка 97-й гвардейской стрелковой дивизии 5-й гвардейской армии 1-го Украинского фронта                                                                     | гвардии капитан           | 23.02.1911 — 12.05.1991  | [ БС 6 ] [ ГС 15 ] [ НЛ 14 ]    |
| 1067  | Ко́сарев Александр Иванович                                       | 27.06.1945 | артиллерия   | командир самоходной установки СУ-76 8-й самоходно-артиллерийской бригады 5-й гвардейской армии 1-го Украинского фронта                                                                                                 | лейтенант                 | 25.12.1924 — 26.01.1945  | [ БС 7 ] [ ГС 16 ] [ НЛ 15 ]    |
| 1068  | Ко́сарев Андрей Васильевич                                        | 16.10.1943 | инженер      | дивизионный инженер 70-й гвардейской стрелковой дивизии 13-й армии Центрального фронта | гвардии майор             | 21.10.1913 — 15.11.1943  | [ БС 7 ] [ ГС 17 ] [ НЛ 16 ]    |
| 1069  | Ко́сарев Владимир Алексеевич                                      | 13.09.1944 | танкист      | командир танка 51-го отдельного мотоциклетного батальона 16-го танкового корпуса 2-й танковой армии 2-го Украинского фронта                                                                                            | лейтенант                 | 18.09.1924 — 07.03.1945  | [ БС 7 ] [ ГС 18 ] [ НЛ 17 ]    |
| 1070  | Косачёв Владимир Павлович                                        | 09.02.1944 | артиллерия   | командир 28-й отдельной истребительно-противотанковой артиллерийской бригады 38-й армии 1-го Украинского фронта | подполковник              | 03.07.1906 — 25.05.1975  | [ БС 7 ] [ ГС 19 ] [ НЛ 18 ]    |
| 1071  | Косе́нко Пётр Иванович                                            | 31.05.1945 | генерал      | командующий артиллерией 5-й ударной армии 1-го Белорусского фронта | генерал-майор             | 17.02.1902 — 22.04.1973  | [ БС 7 ] [ ГС 20 ] [ НЛ 19 ]    |
| 1072  | Косе́нко Юрий Хрисанфович укр. Косенко Юрій Хрисанфович           | 31.05.1944 | авиация      | командир звена 12-го гвардейского пикирующего бомбардировочного авиационного полка 8-й минно-торпедной авиационной дивизии ВВС Балтийского флота                                                                       | гвардии лейтенант         | 1922 — 17.05.1944        | [ БС 7 ] [ ГС 21 ] [ НЛ 20 ]    |
| 1073  | Косенко́в Иван Васильевич                                         | 22.02.1944 | артиллерия   | наводчик орудия 1118-го стрелкового полка 333-й стрелковой дивизии 12-й армии Юго-Западного фронта | сержант                   | 30.12.1923 — 18.09.2015  | [ БС 8 ] [ ГС 22 ] [ НЛ 21 ]    |
| 1074  | Косенко́в Пётр Георгиевич                                         | 24.03.1945 | пехота       | командир роты 360-го стрелкового полка 74-й стрелковой дивизии 57-й армии 3-го Украинского фронта | младший лейтенант         | 24.03.1923 — 11.07.1974  | [ БС 9 ] [ ГС 23 ] [ НЛ 22 ]    |
| 1075  | Ко́синов Владимир Егорович                                        | 10.01.1944 | пехота       | командир взвода 615-го стрелкового полка 167-й стрелковой дивизии 38-й армии Воронежского фронта | младший лейтенант         | 1923 — 17.10.1943        | [ БС 9 ] [ ГС 24 ] [ НЛ 23 ]    |
| 1076  | Ко́синов Семён Кириллович                                         | 16.01.1942 | авиация      | стрелок-бомбардир 125-го бомбардировочного авиационного полка 2-й смешанной авиационной дивизии Ленинградского фронта                                                                                                  | лейтенант                 | 02.02.1917 — 16.12.1941  | [ БС 9 ] [ ГС 25 ] [ НЛ 24 ]    |
| 1077  | Коси́цын Александр Павлович                                       | 24.03.1945 | пехота       | командир пулемётного взвода 1077-го стрелкового полка 316-й стрелковой дивизии 46-й армии 2-го Украинского фронта | лейтенант                 | 03.09.1925 — 01.05.1988  | [ БС 9 ] [ ГС 26 ] [ НЛ 25 ]    |
| 1078  | Ко́смач Феодосий Александрович укр. Космач Феодосій Олександрович | 27.02.1945 | артиллерия   | командующий артиллерией 94-й гвардейской стрелковой дивизии 5-й ударной армии 1-го Белорусского фронта | гвардии майор             | 14.08.1903 — 06.09.1987  | [ БС 9 ] [ ГС 27 ] [ НЛ 26 ]    |
| 1079  | Космачёв Михаил Михайлович                                       | 24.03.1945 | танкист      | младший механик-водитель танка Т-34 21-й гвардейской танковой бригады 5-го гвардейского танкового корпуса 6-й гвардейской танковой армии 2-го Украинского фронта                                                       | гвардии старший сержант   | 14.10.1919 — 23.12.1944  | [ БС 9 ] [ ГС 28 ] [ НЛ 27 ]    |
| 1080  | Космодемья́нская Зоя Анатольевна                                  | 16.02.1942 | партизан     | активная участница партизанской борьбы в Московской области, боец специального партизанско-разведывательного отряда (войсковая часть № 9903)                                                                           | —                         | 13.09.1923 — 29.11.1941  | [ БС 9 ] [ ГС 29 ] [ НЛ 28 ]    |
| 1081  | Космодемья́нский Александр Анатольевич                            | 29.06.1945 | артиллерия   | командир батареи самоходных артиллерийских установок СУ-152 350-го гвардейского тяжёлого самоходного артиллерийского полка 43-й армии 3-го Белорусского фронта                                                         | гвардии старший лейтенант | 27.07.1925 — 13.04.1945  | [ БС 10 ] [ ГС 30 ] [ НЛ 29 ]   |
| 1082  | Ко́сов Василий Николаевич укр. Косов Василь Миколайович           | 31.05.1945 | пехота       | командир 177-го гвардейского стрелкового полка 60-й гвардейской стрелковой дивизии 5-й ударной армии 1-го Белорусского фронта                                                                                          | гвардии полковник         | 28.02.1904 — 15.09.1979  | [ БС 10 ] [ ГС 31 ] [ НЛ 30 ]   |
| 1083  | Ко́сов Виктор Николаевич                                          | 19.03.1944 | пехота       | командир отделения взвода пешей разведки 1116-го стрелкового полка 333-й стрелковой дивизии 12-й армии Юго-Западного фронта                                                                                            | старший сержант           | 03.01.1922 — 12.12.1980  | [ БС 10 ] [ ГС 32 ] [ НЛ 31 ]   |
| 1084  | Ко́сов Даниил Александрович (Косов Данил Александрович)           | 27.06.1945 | артиллерия   | командир роты противотанковых ружей 178-го гвардейского стрелкового полка 58-й гвардейской стрелковой дивизии 5-й гвардейской армии 1-го Украинского фронта                                                            | гвардии старший лейтенант | 23.12.1917 — 14.02.1945  | [ БС 10 ] [ ГС 33 ] [ НЛ 32 ]   |
| 1085  | Косо́вичев Яков Фёдорович                                         | 24.03.1945 | пехота       | командир 1113-го стрелкового полка 330-й стрелковой дивизии 50-й армии 2-го Белорусского фронта | подполковник              | 16.03.1908 — 03.11.2003  | [ БС 10 ] [ ГС 34 ] [ НЛ 33 ]   |
| 1086  | Косола́пов Валентин Иванович                                      | 15.05.1946 | авиация      | командир эскадрильи 594-го штурмового авиационного полка 332-й штурмовой авиационной дивизии 4-й воздушной армии 2-го Белорусского фронта                                                                              | капитан                   | 12.11.1919 — 09.05.1983  | [ БС 10 ] [ ГС 35 ] [ НЛ 34 ]   |
| 1087  | Косола́пов Виктор Фёдорович                                       | 17.11.1943 | пехота       | командир отделения мотострелкового батальона 55-й гвардейской танковой бригады 7-го гвардейского танкового корпуса 3-й гвардейской танковой армии Воронежского фронта                                                  | гвардии старший сержант   | 29.12.1924 — 29.09.1943  | [ БС 10 ] [ ГС 36 ] [ НЛ 35 ]   |
| 1088  | Косола́пов Филипп Макарович                                       | 02.09.1943 | авиация      | командир эскадрильи 2-го гвардейского истребительного авиационного полка 322-й истребительной авиационной дивизии 2-го истребительного авиационного корпуса 1-й воздушной армии Западного фронта                       | гвардии старший лейтенант | 09.01.1919 — 07.08.1994  | [ БС 11 ] [ ГС 37 ] [ НЛ 36 ]   |
| 1089  | Косоно́гов Лев Васильевич                                         | 16.05.1944 | генерал      | командир 117-й гвардейской стрелковой дивизии 18-й армии Северо-Кавказского фронта | гвардии генерал-майор     | 19.06.1904 — 17.11.1943  | [ БС 12 ] [ ГС 38 ] [ НЛ 37 ]   |
| 1090  | Косору́ков Владимир Матвеевич                                     | 16.10.1943 | пехота       | командир батальона 203-го гвардейского стрелкового полка 70-й гвардейской стрелковой дивизии 13-й армии Центрального фронта                                                                                            | гвардии капитан           | 27.07.1914 — 27.12.1993  | [ БС 12 ] [ ГС 39 ] [ НЛ 38 ]   |
| 1091  | Ко́сса Михаил Ильич укр. Косса Михайло Ілліч                      | 15.05.1946 | авиация      | заместитель командира эскадрильи 42-го гвардейского истребительного авиационного полка 269-й истребительной авиационной дивизии 4-й воздушной армии 2-го Белорусского фронта                                           | гвардии старший лейтенант | 20.10.1921 — 20.04.1950  | [ БС 12 ] [ ГС 40 ] [ НЛ 39 ]   |
| 1092  | Косте́нко Антон Николаевич укр. Костенко Антон Миколайович        | 16.10.1943 | пехота       | командир 385-й отдельной разведывательной роты 322-й стрелковой дивизии 13-й армии Центрального фронта | капитан                   | 08.01.1918 — 05.09.1943  | [ БС 12 ] [ ГС 41 ] [ НЛ 40 ]   |
| 1093  | Косте́нко Григорий Васильевич укр. Костенко Григорій Васильович   | 31.05.1945 | артиллерия   | командир дивизиона 666-го артиллерийского полка 222-й стрелковой дивизии 33-й армии 1-го Белорусского фронта | майор                     | 30.01.1919 — 18.04.2004  | [ БС 12 ] [ ГС 42 ] [ НЛ 41 ]   |
| 1094  | Косте́нко Михаил Фёдорович                                        | 15.05.1946 | авиация      | командир эскадрильи 336-го бомбардировочного авиационного полка 53-й бомбардировочной авиационной дивизии 4-го гвардейского бомбардировочного авиационного корпуса 18-й воздушной армии                                | гвардии капитан           | 20.09.1912 — 24.08.1995  | [ БС 12 ] [ ГС 43 ] [ НЛ 42 ]   |
| 1095  | Косте́нко Павел Иванович укр. Костенко Павло Іванович             | 16.05.1944 | морской флот | помощник командира взвода 142-го отдельного батальона морской пехоты 255-й морской стрелковой бригады Отдельной Приморской армии                                                                                       | главный старшина          | 1917 — 11.01.1944        | [ БС 12 ] [ ГС 44 ] [ НЛ 43 ]   |
| 1096  | Косте́нко Фёдор Дмитриевич                                        | 24.03.1945 | пехота       | командир пулемётного отделения 459-го стрелкового полка 42-й стрелковой дивизии 49-й армии 2-го Белорусского фронта | старший сержант           | 06.06.1919 — 14.11.1962  | [ БС 12 ] [ ГС 45 ] [ НЛ 44 ]   |
| 1097  | Косте́рин Семён Петрович                                          | 25.09.1944 | артиллерия   | командир орудия 439-го истребительно-противотанкового артиллерийского полка 1-й отдельной истребительно-противотанковой бригады РГК в составе войск 1-го Белорусского фронта                                           | старший сержант           | 25.11.1924 — 27.07.1944  | [ БС 13 ] [ ГС 46 ] [ НЛ 45 ]   |
| 1098  | Косте́цкий Пётр Петрович                                          | 17.11.1943 | артиллерия   | командир миномётного расчёта 1339-го стрелкового полка 318-й стрелковой дивизии 18-й армии Северо-Кавказского фронта                                                                                                   | сержант                   | 10.06.1919 — 17.09.1984  | [ БС 14 ] [ ГС 47 ] [ НЛ 46 ]   |
| 1099  | Ко́стиков Фёдор Михайлович                                        | 15.05.1946 | авиация      | командир звена 43-го истребительного авиационного полка 278-й истребительной авиационной дивизии 16-й воздушной армии 1-го Белорусского фронта                                                                         | старший лейтенант         | 23.02.1920 — 25.10.1995  | [ БС 14 ] [ ГС 48 ] [ НЛ 47 ]   |
| 1100  | Ко́стиков Юрий Николаевич                                         | 19.04.1945 | пехота       | командир пулемётного расчёта 261-го гвардейского стрелкового полка 87-й гвардейской стрелковой дивизии 43-й армии 3-го Белорусского фронта                                                                             | гвардии сержант           | 16.11.1927 — 09.04.1945  | [ БС 14 ] [ ГС 49 ] [ НЛ 48 ]   |
| 1101  | Ко́стин Александр Николаевич                                      | 10.04.1945 | пехота       | наводчик станкового пулемёта 543-го стрелкового полка 120-й стрелковой дивизии 21-й армии 1-го Украинского фронта | красноармеец              | 28.05.1926 — 20.01.1994  | [ БС 14 ] [ ГС 50 ] [ НЛ 49 ]   |
| 1102  | Ко́стин Алексей Сергеевич                                         | 31.05.1945 | артиллерия   | командир батареи 86-й тяжёлой гаубичной артиллерийской бригады 5-й артиллерийской дивизии 4-го артиллерийского корпуса прорыва РГК в составе 3-й ударной армии 1-го Белорусского фронта                                | капитан                   | 15.03.1911 — 11.11.1982  | [ БС 14 ] [ ГС 51 ] [ НЛ 50 ]   |
| 1103  | Ко́стин Василий Николаевич                                        | 18.08.1945 | авиация      | помощник командира 811-го штурмового авиационного полка 332-й штурмовой авиационной дивизии 4-й воздушной армии 2-го Белорусского фронта                                                                               | капитан                   | 22.03.1914 — 08.12.2007  | [ БС 14 ] [ ГС 52 ] [ НЛ 51 ]   |
| 1104  | Ко́стин Виктор Иосифович                                          | 24.03.1945 | связисты     | командир отделения взвода связи 327-го гвардейского горнострелкового полка 128-й гвардейской горнострелковой дивизии 1-й гвардейской армии 4-го Украинского фронта                                                     | гвардии сержант           | 30.08.1923 — 17.06.1989  | [ БС 14 ] [ ГС 53 ] [ НЛ 52 ]   |
| 1105  | Ко́стин Иван Дмитриевич                                           | 27.06.1945 | артиллерия   | командир 702-го самоходного артиллерийского полка 7-го гвардейского танкового корпуса 3-й гвардейской танковой армии 1-го Украинского фронта                                                                           | гвардии подполковник      | 25.12.1915 — 25.04.1945  | [ БС 15 ] [ ГС 54 ] [ НЛ 53 ]   |
| 1106  | Ко́стин Иван Иванович                                             | 15.01.1944 | пехота       | командир батальона 29-го гвардейского стрелкового полка 12-й гвардейской стрелковой дивизии 9-го гвардейского стрелкового корпуса 61-й армии Центрального фронта                                                       | гвардии капитан           | 23.02.1914 — 21.05.1989  | [ БС 16 ] [ ГС 55 ] [ НЛ 54 ]   |
| 1107  | Ко́стин Леонид Николаевич                                         | 18.08.1945 | авиация      | заместитель командира и штурман эскадрильи 118-го гвардейского штурмового авиационного полка 225-й штурмовой авиационной дивизии 15-й воздушной армии Ленинградского фронта                                            | гвардии старший лейтенант | 14.01.1924 — 14.01.1971  | [ БС 16 ] [ ГС 56 ] [ НЛ 55 ]   |
| 1108  | Ко́стин Фёдор Алексеевич                                          | 24.03.1945 | комиссар     | заместитель по политической части командира батальона 297-го стрелкового полка 184-й стрелковой дивизии 5-й армии 3-го Белорусского фронта                                                                             | младший лейтенант         | 17.02.1903 — 25.04.1977  | [ БС 16 ] [ ГС 57 ] [ НЛ 56 ]   |
| 1109  | Кости́цын Егор Дмитриевич                                         | 31.05.1945 | инженер      | командир отделения 5-го отдельного моторизованного понтонно-мостового батальона 61-й армии 1-го Белорусского фронта | сержант                   | 23.02.1919 — 01.02.1991  | [ БС 16 ] [ ГС 58 ] [ НЛ 57 ]   |
| 1110  | Костоу́сов Виктор Фёдорович                                       | 22.02.1944 | пехота       | командир отделения 1118-го стрелкового полка 333-й стрелковой дивизии 6-й армии 3-го Украинского фронта | младший сержант           | 02.11.1924 — 10.06.1991  | [ БС 16 ] [ ГС 59 ] [ НЛ 58 ]   |
| 1111  | Ко́стрикин Афанасий Георгиевич                                    | 28.09.1943 | авиация      | штурман 224-го бомбардировочного авиационного полка 223-й бомбардировочной авиационной дивизии Западного фронта | капитан                   | 15.05.1914 — 02.11.1961  | [ БС 17 ] [ ГС 60 ] [ НЛ 59 ]   |
| 1112  | Ко́стрикин Владимир Михайлович                                    | 15.01.1944 | пехота       | командир отделения 239-го гвардейского стрелкового полка 76-й гвардейской стрелковой дивизии 61-й армии Центрального фронта                                                                                            | гвардии младший сержант   | 1918 — 06.10.1943        | [ БС 18 ] [ ГС 61 ] [ НЛ 60 ]   |
| 1113  | Костри́цкий Сергей Петрович                                       | 14.09.1945 | морской флот | командир 3-го дивизиона торпедных катеров 1-й бригады торпедных катеров Тихоокеанского флота | капитан 3-го ранга        | 25.09.1910 — 03.02.1982  | [ БС 18 ] [ ГС 62 ] [ НЛ 61 ]   |
| 1114  | Костро́в Пётр Семёнович                                           | 07.04.1940 | комиссар     | военный комиссар батальона 278-го мотострелкового полка 17-й мотострелковой дивизии 13-й армии Северо-Западного фронта                                                                                                 | младший политрук          | 07.04.1914 — 27.02.1940  | [ БС 18 ] [ ГС 63 ] [ НЛ 62 ]   |
| 1115  | Костро́в Станислав Иванович укр. Костров Станіслав Іванович       | 24.03.1945 | пехота       | командир пулемётного взвода 909-го стрелкового полка 247-й стрелковой дивизии 69-й армии 1-го Белорусского фронта | лейтенант                 | 10.03.1923 — 12.08.2001  | [ БС 18 ] [ ГС 64 ] [ НЛ 63 ]   |
| 1116  | Костромцо́в Пётр Степанович                                       | 22.07.1944 | связисты     | помощник командира взвода связи 102-й гвардейской отдельной роты связи 71-й гвардейской стрелковой дивизии 23-го гвардейского стрелкового корпуса 6-й гвардейской армии 1-го Прибалтийского фронта                     | гвардии старший сержант   | 22.07.1917 — 10.08.1944  | [ БС 18 ] [ ГС 65 ] [ НЛ 64 ]   |
| 1117  | Кострюко́в Николай Григорьевич                                    | 17.10.1943 | пехота       | командир отделения 212-го гвардейского стрелкового полка 75-й гвардейской стрелковой дивизии 60-й армии Центрального фронта                                                                                            | гвардии сержант           | 03.05.1924 — 19.10.1984  | [ БС 18 ] [ ГС 66 ] [ НЛ 65 ]   |
| 1118  | Ко́стылев Александр Николаевич                                    | 21.03.1940 | комиссар     | военный комиссар 50-го скоростного бомбардировочного авиационного полка Северо-Западного фронта | батальонный комиссар      | 02.11.1908 — 02.10.1983  | [ БС 18 ] [ ГС 67 ] [ НЛ 66 ]   |
| 1119  | Ко́стылев Георгий Дмитриевич                                      | 23.10.1942 | авиация      | командир звена 3-го гвардейского истребительного авиационного полка 61-й истребительной авиационной бригады ВВС Балтийского флота                                                                                      | гвардии капитан           | 20.04.1913 — 30.11.1960  | [ БС 19 ] [ ГС 68 ] [ НЛ 67 ]   |
| 1120  | Ко́стылев Евгений Арсентьевич                                     | 28.04.1945 | артиллерия   | командир 152-го гвардейского истребительно-противотанкового артиллерийского полка 4-го гвардейского кавалерийского корпуса 2-го Украинского фронта                                                                     | гвардии майор             | 05.01.1914 — 22.02.1961  | [ БС 20 ] [ ГС 69 ] [ НЛ 68 ]   |
| 1121  | Косты́рина Татьяна Игнатовна                                      | 16.05.1944 | пехота       | снайпер 691-го стрелкового полка 383-й стрелковой дивизии Отдельной Приморской армии | младший сержант           | 1924 — 22.11.1943        | [ БС 20 ] [ ГС 70 ] [ НЛ 69 ]   |
| 1122  | Ко́стычев Степан Фёдорович                                        | 15.01.1944 | пехота       | командир роты мотострелкового батальона 108-й танковой бригады 9-го танкового корпуса 65-й армии Белорусского фронта                                                                                                   | младший лейтенант         | 31.12.1915 — 21.10.1943  | [ БС 20 ] [ ГС 71 ] [ НЛ 70 ]   |
| 1123  | Костю́к Андрей Васильевич укр. Костюк Андрій Васильович           | 31.05.1945 | артиллерия   | командир миномётной батареи 12-го гвардейского кавалерийского полка 3-й гвардейской кавалерийской дивизии 2-го гвардейского кавалерийского корпуса 1-го Белорусского фронта                                            | гвардии капитан           | 28.11.1920 — 04.07.2004  | [ БС 20 ] [ ГС 72 ] [ НЛ 71 ]   |
| 1124  | Костю́к Иосиф Степанович укр. Костюк Йосип Степанович             | 27.02.1945 | танкист      | командир танковой роты 267-го танкового батальона 23-й танковой бригады 9-го танкового корпуса 38-й армии 1-го Белорусского фронта                                                                                     | старший лейтенант         | 15.04.1919 — 17.03.1981  | [ БС 20 ] [ ГС 73 ] [ НЛ 72 ]   |
| 1125  | Костю́к Фёдор Семёнович укр. Костюк Федір Семенович               | 31.05.1945 | танкист      | командир танковой роты 1-го танкового батальона 65-й танковой бригады 11-го танкового корпуса 1-й гвардейской танковой армии 1-го Белорусского фронта                                                                  | старший лейтенант         | 25.05.1915 — 20.12.1994  | [ БС 20 ] [ ГС 74 ] [ НЛ 73 ]   |
| 1126  | Костюко́в Михаил Иванович                                         | 29.06.1945 | пехота       | командир пулемётного расчёта 459-го стрелкового полка 42-й стрелковой дивизии 49-й армии 2-го Белорусского фронта | сержант                   | 23.10.1926 — 24.02.1945  | [ БС 20 ] [ ГС 75 ] [ НЛ 74 ]   |
| 1127  | Костю́чек Пётр Васильевич укр. Касцючык Пётр Васілевіч            | 24.03.1945 | связисты     | телефонист взвода связи 218-го гвардейского стрелкового полка 77-й гвардейской стрелковой дивизии 69-й армии 1-го Белорусского фронта                                                                                  | гвардии красноармеец      | 1923 — 15.01.1945        | [ БС 21 ] [ ГС 76 ] [ НЛ 75 ]   |
| 1128  | Костюче́нко Пётр Андреевич укр. Костюченко Петро Андрійович       | 31.05.1945 | пехота       | командир батальона 1052-го стрелкового полка 301-й стрелковой дивизии 5-й ударной армии 1-го Белорусского фронта | майор                     | 09.02.1917 — 16.04.1945  | [ БС 22 ] [ ГС 77 ] [ НЛ 76 ]   |
| 1129  | Костяко́в Борис Александрович                                     | 27.06.1945 | артиллерия   | командир орудия артиллерийского дивизиона 17-й гвардейской механизированной бригады 6-го гвардейского механизированного корпуса 4-й танковой армии 1-го Украинского фронта                                             | гвардии старший сержант   | 05.08.1921 — 22.06.2002  | [ БС 22 ] [ ГС 78 ] [ НЛ 77 ]   |
| 1130  | Косьми́н Евгений Александрович укр. Косьмін Євген Олександрович   | 19.03.1944 | инженер      | сапёр 28-го гвардейского отдельного сапёрного батальона 25-й гвардейской стрелковой дивизии 6-й армии Юго-Западного фронта                                                                                             | гвардии красноармеец      | 1925 — 29.09.1943        | [ БС 22 ] [ ГС 79 ] [ НЛ 78 ]   |
| 1131  | Кося́к Иван Романович укр. Косяк Іван Романович                   | 30.10.1943 | пехота       | командир отделения 685-го стрелкового полка 193-й стрелковой дивизии 65-й армии Центрального фронта | сержант                   | 22.04.1922 — 12.02.1971  | [ БС 22 ] [ ГС 80 ] [ НЛ 79 ]   |
| 1132  | Кося́кин Сергей Иванович                                          | 21.03.1940 | авиация      | командир эскадрильи 44-го скоростного бомбардировочного полка 55-й бомбардировочной авиационной бригады 7-й армии Северо-Западного фронта                                                                              | капитан                   | 25.09.1906 — 23.06.1941  | ——                              |
| 1133  | Кося́ков Михаил Александрович                                     | 27.02.1945 | кавалерия    | химинструктор эскадрона 56-го гвардейского кавалерийского полка 14-й гвардейской кавалерийской дивизии 7-го гвардейского кавалерийского корпуса 1-го Белорусского фронта                                               | гвардии сержант           | 02.09.1903 — 20.07.1981  | [ БС 22 ] [ ГС 82 ] [ НЛ 80 ]   |
| 1134  | Кот Алексей Николаевич укр. Кот Олексій Миколайович              | 19.08.1944 | авиация      | штурман звена 10-го гвардейского авиационного полка 3-й гвардейской авиационной дивизии 3-го гвардейского авиационного корпуса Авиации дальнего действия СССР                                                          | гвардии капитан           | 13.12.1914 — 16.07.1997  | [ БС 22 ] [ ГС 83 ] [ НЛ 81 ]   |
| 1135  | Кот Василий Андреевич бел. Кот Василь Андрэевіч                  | 08.09.1945 | комиссар     | старший инструктор политического отдела 101-й стрелковой дивизии 16-й армии 2-го Дальневосточного фронта | старший лейтенант         | 08.03.1916 — 10.11.1998  | [ БС 23 ] [ ГС 84 ] [ НЛ 82 ]   |
| 1136  | Кот Виктор Севастьянович укр. Кот Віктор Севастянович            | 20.09.1982 | авиация      | командир 27-го гвардейского истребительного авиационного полка ВВС 40-й армии | гвардии полковник         | род. 08.11.1940          | ——                              |
| 1137  | Кота́нов Фёдор Евгеньевич                                         | 20.04.1945 | морской флот | командир 384-го отдельного батальона морской пехоты Одесской военно-морской базы Черноморского флота | майор                     | 04.04.1914 — 15.09.1993  | [ БС 24 ] [ ГС 86 ] [ НЛ 83 ]   |
| 1138  | Коте́гов Алексей Александрович                                    | 22.02.1944 | артиллерия   | командир пулемётного взвода 282-го гвардейского стрелкового полка 92-й гвардейской стрелковой дивизии 37-й армии Степного фронта                                                                                       | гвардии младший лейтенант | 14.02.1924 — 21.10.1943  | [ БС 24 ] [ ГС 87 ] [ НЛ 84 ]   |
| 1139  | Котелко́в Александр Николаевич                                    | 29.06.1945 | авиация      | заместитель командира эскадрильи 336-го авиационного полка 53-й авиационной дивизии Авиации дальнего действия | гвардии капитан           | 28.10.1910 — 01.07.1985  | [ БС 24 ] [ ГС 88 ] [ НЛ 85 ]   |
| 1140  | Коте́льников Алексей Павлович                                     | 13.09.1944 | пехота       | командир взвода моторизированного батальона автоматчиков 164-й танковой бригады 16-го танкового корпуса 2-й танковой армии 2-го Украинского фронта                                                                     | младший лейтенант         | 11.08.1924 — 29.03.1944  | [ БС 24 ] [ ГС 89 ] [ НЛ 86 ]   |
| 1141  | Коте́льников Михаил Фёдорович                                     | 29.10.1943 | пехота       | командир взвода 529-го стрелкового полка 163-й стрелковой дивизии 38-й армии Воронежского фронта | младший лейтенант         | 1923 — 06.11.1943        | [ БС 25 ] [ ГС 90 ] [ НЛ 87 ]   |
| 1142  | Коте́льников Николай Александрович                                | 15.05.1946 | артиллерия   | командир дивизиона 1137-го лёгкого артиллерийского полка 169-й лёгкой артиллерийской бригады 14-й артиллерийской дивизии 6-го артиллерийского корпуса прорыва РГК в составе 5-й ударной армии 1-го Белорусского фронта | капитан                   | 19.10.1912 — 07.09.1975  | [ БС 26 ] [ ГС 91 ] [ НЛ 88 ]   |
| 1143  | Коте́льников Яков Степанович                                      | 26.10.1943 | артиллерия   | командир орудия 209-го гвардейского стрелкового полка 73-й гвардейской стрелковой дивизии 7-й гвардейской армии Степного фронта                                                                                        | гвардии сержант           | 25.09.1922 — 05.11.1972  | [ БС 26 ] [ ГС 92 ] [ НЛ 89 ]   |
| 1144  | Ко́тик Валентин Александрович укр. Котик Валентин Олександрович   | 27.06.1958 | партизан     | активный участник партизанской борьбы нв Украине, разведчик партизанского отряда имени Кармелюка | —                         | 11.02.1930 — 17.02.1944  | ——                              |
| 1145  | Котко́в Николай Иванович                                          | 03.06.1944 | пехота       | автоматчик роты автоматчиков 722-го стрелкового полка 206-й стрелковой дивизии 47-й армии Воронежского фронта | красноармеец              | 11.08.1924 — 27.09.1943  | [ БС 26 ] [ ГС 94 ] [ НЛ 90 ]   |
| 1146  | Котло́в Анатолий Георгиевич                                       | 24.03.1945 | пехота       | командир мотоциклетной роты 82-го отдельного мотоциклетного батальона 23-го танкового корпуса 2-го Украинского фронта                                                                                                  | лейтенант                 | 12.08.1922 — 20.02.1945  | [ БС 26 ] [ ГС 95 ] [ НЛ 91 ]   |
| 1147  | Котло́в Василий Сергеевич                                         | 09.09.1957 | авиация      | старший лётчик-испытатель, заместитель начальника отделения НИИ ВВС имени В. П. Чкалова | полковник                 | 02.01.1919 — 23.10.2015  | ——                              |
| 1148  | Котло́в Николай Васильевич                                        | 13.09.1944 | пехота       | командир роты 429-го стрелкового полка 52-й стрелковой дивизии 57-й армии 3-го Украинского фронта | лейтенант                 | 19.12.1922 — 25.05.2009  | [ БС 27 ] [ ГС 97 ] [ НЛ 92 ]   |
| 1149  | Котлове́ц Михаил Павлович бел. Міхаіл Паўлавіч Катлавец           | 24.03.1945 | танкист      | командир танкового батальона 41-й гвардейской танковой бригады 7-го механизированного корпуса 2-го Украинского фронта                                                                                                  | гвардии капитан           | 25.10.1914 — 06.10.1944  | [ БС 28 ] [ ГС 98 ] [ НЛ 93 ]   |
| 1150  | Котля́р Иван Фёдорович укр. Котляр Іван Федорович                 | 24.03.1945 | пехота       | командир роты 100-го гвардейского стрелкового полка 35-й гвардейской стрелковой дивизии 4-го гвардейского стрелкового корпуса 8-й гвардейской армии 1-го Белорусского фронта                                           | гвардии старший лейтенант | 22.09.1916 — 04.08.1944  | [ БС 28 ] [ ГС 99 ] [ НЛ 94 ]   |
| 1151  | Котля́р Леонтий Захарович                                         | 28.04.1945 | генерал      | заместитель командующего — начальник инженерных войск Воронежского, Юго-Западного и 3-го Украинского фронтов | генерал-полковник         | 16.06.1901 — 28.12.1953  | [ БС 28 ] [ ГС 100 ] [ НЛ 95 ]  |
| 1152  | Котля́р Феодосий Порфирьевич                                      | 29.06.1945 | генерал      | командир 4-й гвардейской бомбардировочной авиационной дивизии 5-го гвардейского бомбардировочного корпуса 1-й воздушной армии 3-го Белорусского фронта                                                                 | гвардии генерал-майор     | 27.08.1904 — 15.09.1980  | [ БС 28 ] [ ГС 101 ] [ НЛ 96 ]  |
| 1153  | Котля́рский Борис Моисеевич                                       | 27.02.1945 | артиллерия   | командир 814-го артиллерийского полка 274-й стрелковой дивизии 69-й армии 1-го Белорусского фронта | подполковник              | 01.01.1914 — 03.09.1993  | [ БС 28 ] [ ГС 102 ] [ НЛ 97 ]  |
| 1154  | Ко́тов Александр Александрович                                    | 03.06.1944 | артиллерия   | командир батареи 661-го артиллерийского полка 206-й стрелковой дивизии 47-й армии Воронежского фронта | старший лейтенант         | 02.01.1916 — 19.03.1988  | [ БС 28 ] [ ГС 103 ] [ НЛ 98 ]  |
| 1155  | Ко́тов Александр Григорьевич                                      | 22.02.1943 | авиация      | заместитель командиpa эскадрильи 32-го гвардейского истребительного авиационного полка 210-й истребительной авиационной дивизии 3-й воздушной армии Калининского фронта                                                | гвардии старший лейтенант | 19.10.1918 — 25.06.2005  | [ БС 29 ] [ ГС 104 ] [ НЛ 99 ]  |
| 1156  | Ко́тов Борис Александрович                                        | 03.06.1944 | артиллерия   | командир миномёта 737-го стрелкового полка 206-й стрелковой дивизии 47-й армии Воронежского фронта | сержант                   | 25.04.1909 — 29.09.1943  | [ БС 30 ] [ ГС 105 ] [ НЛ 100 ] |
| 1157  | Ко́тов Владимир Васильевич                                        | 03.06.1944 | комиссар     | комсорг батальона 722-го стрелкового полка 206-й стрелковой дивизии 47-й армии Воронежского фронта | младший лейтенант         | 1924 — 27.09.1943        | [ БС 30 ] [ ГС 106 ] [ НЛ 101 ] |
| 1158  | Ко́тов Георгий Карпович                                           | 27.02.1945 | инженер      | командир 81-го отдельного штурмового инженерно-сапёрного батальона 17-й штурмовой инженерно-сапёрной бригады РГК в составе 61-й армии 1-го Белорусского фронта                                                         | майор                     | 20.05.1918 — 26.10.2004  | [ БС 30 ] [ ГС 107 ] [ НЛ 102 ] |
| 1159  | Ко́тов Евгений Петрович                                           | 31.03.1943 | пехота       | стрелок 130-го гвардейского стрелкового полка 44-й гвардейской стрелковой дивизии 1-й гвардейской армии Юго-Западного фронта                                                                                           | гвардии красноармеец      | 21.02.1923 — 15.01.1943  | [ БС 30 ] [ ГС 108 ] [ НЛ 103 ] |
| 1160  | Ко́тов Иван Васильевич                                            | 18.11.1944 | артиллерия   | командир огневого взвода 436-го отдельного истребительно-противотанкового дивизиона 399-й стрелковой дивизии 48-й армии 2-го Белорусского фронта                                                                       | старшина                  | 07.01.1920 — 28.08.2000  | [ БС 30 ] [ ГС 109 ] [ НЛ 104 ] |
| 1161  | Ко́тов Иван Ильич                                                 | 20.04.1945 | морской флот | автоматчик роты автоматчиков 384-го отдельного батальона морской пехоты Одесской военно-морской базы Черноморского флота                                                                                               | краснофлотец              | 1925 — 27.03.1944        | [ БС 30 ] [ ГС 110 ] [ НЛ 105 ] |
| 1162  | Ко́тов Иван Михайлович                                            | 23.10.1943 | пехота       | разведчик 957-го стрелкового полка 309-й стрелковой дивизии 40-й армии Воронежского фронта | сержант                   | 15.01.1915 — 01.05.1995  | [ БС 31 ] [ ГС 111 ] [ НЛ 106 ] |
| 1163  | Ко́тов Илья Спиридонович                                          | 06.12.1949 | авиация      | командир экипажа самолёта Управления полярной авиации Главного управления Северного морского пути при Совете министров СССР                                                                                            | —                         | 01.01.1912 — 02.12.1961  | ——                              |
| 1164  | Ко́тов Михаил Семёнович                                           | 17.10.1943 | пехота       | командир пулемётного расчёта 985-го стрелкового полка 226-й стрелковой дивизии 60-й армии Центрального фронта | младший сержант           | 18.11.1924 — апрель 1944 | [ БС 32 ] [ ГС 113 ] [ НЛ 107 ] |
| 1165  | Ко́тов Никита Дмитриевич                                          | 22.07.1944 | авиация      | флаг-штурман 1-го гвардейского минно-торпедного авиационного полка 8-й минно-торпедной авиационной дивизии ВВС Балтийского флота                                                                                       | гвардии майор             | 17.04.1915 — 27.03.1979  | [ БС 32 ] [ ГС 114 ] [ НЛ 108 ] |
| 1166  | Ко́тов Николай Иванович                                           | 15.01.1944 | инженер      | командир сапёрного отделения 85-го отдельного моторизированного понтонно-мостового батальона 61-й армии Центрального фронта                                                                                            | старший сержант           | 12.03.1918 — 09.04.1985  | [ БС 32 ] [ ГС 115 ] [ НЛ 109 ] |

| Навигационная таблица | Навигационная таблица                |
| --------------------- | ------------------------------------ |
| «К»                   | Кабак Николай — Калинин Николай      |
| «К»                   | Калинин Степан — Кармацкий Владимир  |
| «К»                   | Кармацкий Тимофей — Кживонь Анеля    |
| «К»                   | Киба Григорий — Клевцов Сергей       |
| «К»                   | Клейбус Фёдор — Коваленко Сергей     |
| «К»                   | Коваленко Юрий — Колдубов Михаил     |
| «К»                   | Колдунов Александр — Компанеец Фёдор |
| «К»                   | Компаниец Алексей — Копытин Михаил   |
| «К»                   | Копытов Михаил — Корчагин Лев        |
| «К»                   | Корчак Иосиф — Котов Николай         |
| «К»                   | Котов Сергей — Краснов Анатолий      |
| «К»                   | Краснов Виктор — Крюков Василий      |
| «К»                   | Крюков Владимир — Кузнецов Николай   |
| «К»                   | Кузнецов Павел — Кунавин Григорий    |
| «К»                   | Кунгурцев Евгений — Кянжин Пантелей  |